# Marapanim
Marapanim là một đô thị thuộc bang Pará, Brasil. Đô thị này có diện tích 791,959 km², dân số năm 2007 là 28141 người, mật độ 35,5 người/km².